# Leptobrachium pullum
Leptobrachium pullum är en groddjursart som först beskrevs av Smith 1921.  Leptobrachium pullum ingår i släktet Leptobrachium och familjen Megophryidae. IUCN kategoriserar arten globalt som otillräckligt studerad. Inga underarter finns listade i Catalogue of Life.